# 解玉峰
解玉峰（1969年10月26日—2020年3月1日），男，山东日照人，中国戏曲理论家，南京大学文学院教授。

## 生平
1969年10月26日出生。先后毕业于山东省日照中等师范学校、临沂教育学院、山东师范大学。2000年6月毕业于南京大学，获博士学位。后留校中文系任教。主要从事中国戏剧史及其戏剧理论、中国古代韵文文体及乐体研究。曾长期主持曲社传承昆曲。2020年3月1日在南京逝世。

## 著作
- 解玉峰. . 南京大学戏剧影视研究丛书. 中华书局. 2006年8月. ISBN 9787101051605.
- 解玉峰 (编). . 中华经典诵读. 中华书局. 2013年1月. ISBN 9787101089516.
- 解玉峰 (编). . 南京大学文学院新生研讨课系列教材. 南京大学出版社. 2013年10月. ISBN 9787305117428.
- 解玉峰. . 江苏人民出版社. 2017年2月. ISBN 9787214174000.
- 解玉峰 (编). . 中国古典诗词校注评丛书. 崇文书局. 2017年7月. ISBN 9787214174000.